# James Blood Ulmer
James Blood Ulmer (* 8. února 1940, St. Matthews, Jižní Karolína, USA) je americký bluesový a jazzový kytarista a zpěvák. Spolupracoval s mnoha hudebníky, mezi které patří například i Joe Henderson, Paul Bley, Rashied Ali nebo Larry Young.